# Одеса-Застава III
Одеса-Застава III — пасажирський залізничний зупинний пункт Одеської дирекції Одеської залізниці на лінії Одеса-Сортувальна — Одеса-Головна.
Розташований у Хаджибейському районі Одеси (місцевість Сахарне селище та мкрн Верстатобудівельник). Фактично є залізничним вузлом, оскільки по платформі у південному напрямку відбувається розгалуження на Одеса-Застава II (1 км) та на Одеса-Застава I (2,5 км). У північному напрямку за Слобідською на Одеса-Пересип (6 км) та на Одеса-Порт (5 км).
Поруч розташованиі кінцева зупинка 8-го тролейбуса, завод «Погіграфметал» та територія № 1 Заводу залізобетонних виробів. На платформі не зупиняються приміські поїзди.